# 雪梅湖
雪梅湖（藏語：ཞོད་སྨད་མཚོ།，威利转写：zhod smad mtsho，THL：Zhömé Tso）位于中国西藏自治区那曲市双湖县境内，地处双湖县北部，银波湖东北部，昆仑山南坡。湖面海拔4878米，面积33.5平方公里。湖区气候寒冷干燥，年均气温-4～-2℃，年均降水量75～100毫米。湖水主要以时令河补给，集水区面积1421.5平方公里，补给系数42.4。